# Іван Лендл
Іван Лендл (чеськ. Ivan Lendl, 7 березня 1960) — колишній чехословацький і американський тенісист. Найвищу одиночну позицію світового рейтингу — 1 місце досяг 28 лютого 1983, парну — 20 місце — 12 травня 1986 року. Здобув 94 одиночні та 6 парних титулів. Перемагав на турнірах Великого шлему в одиночному розряді. Завершив кар'єру 1994 року. У 2018 - 2019 роках був тренером Александра Зверєва.

## Зі спортивної кар'єри
Іван Лендл домінував у тенісі 80-тих і залишився одним із провідних тенісистів на початку 90-тих. Він очолював світовий рейтинг упродовж 270 тижнів, виграв 8 турнірів Великого шлему в одиночному розряді й грав у 19 фіналах. Єдиний із турнірів Великого шлему, що не покорився йому, — це Вімблдонський. Лендл двічі грав у його фіналі й обидва рази поступився.
За стилем гри Лендл був гравцем задньої лінії, його найбільшою перевагою були потужні удари з відскоку, особливо форхенд. У цьому плані Лендл був першим яскравим представником сучасного тенісу.

## Біографія
Лендл народився в Остраві, в Чехословаччині, але з 1981 року проживав у США. Ще в 1984-му він розпочав процес натуралізації, але прийняв американське громадянство лише в 1992. Він сподівався отримати громадянство США до Сеульської олімпіади, та Конгрес США відхилив його клопотання, оскільки уряд Чехословаччини не дав своєї згоди.
Нині Лендл живе у США і виховує 5 доньок, тренує їх грати в гольф. Він відомий також своїм захопленням вівчарками.

## Цікавий факт
У цього спортсмена українсько-російсько-білоруське ім'я, угорське прізвище, що в перекладі означає «поляк» («Лендл» — це трохи спотворене на чеський лад мадярське слово «lengyel» — «лендєл»), чеська національність і громадянство США.

## Загальна статистика

### Часова шкала результатів на турнірах Великого шлему
| W | Ф | ПФ | ЧФ | #Р | КТ | К# | DNQ | A | NH |

|                                        | Чехословаччина | Чехословаччина | Чехословаччина | Чехословаччина | Чехословаччина | Чехословаччина | Чехословаччина | Чехословаччина | Чехословаччина | Чехословаччина | Чехословаччина | Чехословаччина | Чехословаччина | Чехословаччина | США  | США  | США  |        |        |       |
| Назва                                  | 1978           | 1979           | 1980           | 1981           | 1982           | 1983           | 1984           | 1985           | 1986           | 1987           | 1988           | 1989           | 1990           | 1991           | 1992 | 1993 | 1994 | SR     | В-П    | Win % |
| Відкритий чемпіонат Австралії з тенісу |                |                | 2р             |                |                | Ф              | 4р             | ПФ             | NH             | ПФ             | ПФ             | 1989           | 1990           | Ф              | ЧФ   | 1р   | 4р   | 2 / 12 | 48–10  | 82.76 |
| Відкритий чемпіонат Франції з тенісу   | 1р             | 4р             | 3р             | Ф              | 4р             | ЧФ             | 1984           | Ф              | 1986           | 1987           | ЧФ             | 4р             |                |                | 2р   | 1р   | 1р   | 3 / 15 | 53–12  | 81.54 |
| Вімблдонський турнір                   |                | 1р             | 3р             | 1р             |                | ПФ             | ПФ             | 4р             | Ф              | Ф              | ПФ             | ПФ             | ПФ             | 3р             | 4р   | 2р   |      | 0 / 14 | 48–14  | 77.42 |
| Відкритий чемпіонат США з тенісу       |                | 2р             | ЧФ             | 4р             | Ф              | Ф              | Ф              | 1985           | 1986           | 1987           | Ф              | Ф              | ЧФ             | ПФ             | ЧФ   | 1р   | 2р   | 3 / 16 | 73–13  | 84.88 |
| В-П                                    | 0–1            | 4–3            | 9–4            | 9–3            | 9–2            | 20–4           | 20–3           | 20–3           | 20–1           | 24–2           | 20–4           | 21–3           | 16–2           | 13–3           | 12–4 | 1–4  | 4–3  | 8 / 57 | 222–49 | 81.92 |

### Фінали турнірів Великого шлему
| Результат | Рік  | Турнір                                 | Покриття | Суперник         | Рахунок                      |
| --------- | ---- | -------------------------------------- | -------- | ---------------- | ---------------------------- |
| Поразка   | 1981 | Відкритий чемпіонат Франції з тенісу   | Ґрунт    | Б'єрн Борг       | 1–6, 6–4, 2–6, 6–3, 1–6      |
| Поразка   | 1982 | Відкритий чемпіонат США з тенісу       | Тверде   | Джиммі Коннорс   | 3–6, 2–6, 6–4, 4–6           |
| Поразка   | 1983 | Відкритий чемпіонат США                | Тверде   | Джиммі Коннорс   | 3–6, 7–6(7–2), 5–7, 0–6      |
| Поразка   | 1983 | Відкритий чемпіонат Австралії з тенісу | Трава    | Матс Віландер    | 1–6, 4–6, 4–6                |
| Перемога  | 1984 | Відкритий чемпіонат Франції            | Ґрунт    | Джон Макінрой    | 3–6, 2–6, 6–4, 7–5, 7–5      |
| Поразка   | 1984 | Відкритий чемпіонат США                | Тверде   | Джон Макінрой    | 3–6, 4–6, 1–6                |
| Поразка   | 1985 | Відкритий чемпіонат Франції            | Ґрунт    | Матс Віландер    | 6–3, 4–6, 2–6, 2–6           |
| Перемога  | 1985 | Відкритий чемпіонат США                | Тверде   | Джон Макінрой    | 7–6(7–1), 6–3, 6–4           |
| Перемога  | 1986 | Відкритий чемпіонат Франції (2)        | Ґрунт    | Мікаель Пернфорс | 6–3, 6–2, 6–4                |
| Поразка   | 1986 | Вімблдонський турнір                   | Трава    | Борис Бекер      | 4–6, 3–6, 5–7                |
| Перемога  | 1986 | Відкритий чемпіонат США (2)            | Тверде   | Мілослав Мечирж  | 6–4, 6–2, 6–0                |
| Перемога  | 1987 | Відкритий чемпіонат Франції (3)        | Ґрунт    | Матс Віландер    | 7–5, 6–2, 3–6, 7–6(7–3)      |
| Поразка   | 1987 | Вімблдонський турнір                   | Трава    | Пет Кеш          | 6–7(5–7), 2–6, 5–7           |
| Перемога  | 1987 | Відкритий чемпіонат США (3)            | Тверде   | Матс Віландер    | 6–7(7–9), 6–0, 7–6(7–4), 6–4 |
| Поразка   | 1988 | Відкритий чемпіонат США                | Тверде   | Матс Віландер    | 4–6, 6–4, 3–6, 7–5, 4–6      |
| Перемога  | 1989 | Відкритий чемпіонат Австралії          | Тверде   | Мілослав Мечирж  | 6–2, 6–2, 6–2                |
| Поразка   | 1989 | Відкритий чемпіонат США                | Тверде   | Борис Беккер     | 6–7(2–7), 6–1, 3–6, 6–7(4–7) |
| Перемога  | 1990 | Відкритий чемпіонат Австралії (2)      | Тверде   | Стефан Едберг    | 4–6, 7–6(7–3), 5–2 знялася   |
| Поразка   | 1991 | Відкритий чемпіонат Австралії          | Тверде   | Борис Беккер     | 6–1, 4–6, 4–6, 4–6           |

### Рекорди

#### За всю історію
- Ці рекорди стосуються проміжку часу починаючи з 1877 року.

| Проміжок часу                                                                          | Вибрані рекорди за увесь час                                                     | З ким ділить            |
| -------------------------------------------------------------------------------------- | -------------------------------------------------------------------------------- | ----------------------- |
| Swiss Indoors 1981— US Pro Indoor 1983                                                 | 66 поспіль виграних матчів у приміщенні                                          | Одноосібно              |
| Tokyo Indoor 1983 — Australian Indoor 1986                                             | 19 поспіль фіналів у приміщенні                                                  | Одноосібно              |
| Відкритий чемпіонат Франції з тенісу 1981– Відкритий чемпіонат Австралії з тенісу 1991 | 11 років поспіль з принаймні одним потраплянням до фіналу турніру Великого шлему | Піт Сампрас             |
| Відкритий чемпіонат Франції з тенісу 1981– Вімблдонський турнір 1986                   | Упродовж кар'єри досягнув фіналу всіх чотирьох турнірів Великого шлему           | ділить з 20-ма гравцями |

#### За Відкриту еру
| Проміжок часу                                                                       | Вибрані рекорди на турнірах Великого шлему                     | З ким ділить                                                                    |
| ----------------------------------------------------------------------------------- | -------------------------------------------------------------- | ------------------------------------------------------------------------------- |
| Відкритий чемпіонат Франції з тенісу 1981 — Wimbledon 1986                          | Принаймні по 2 поразки у фіналі кожного з 4-х мейджорів        | Одноосібно                                                                      |
| Відкритий чемпіонат США з тенісу 1982– Відкритий чемпіонат США з тенісу 1989        | 8 фіналів поспіль на одному мейджорі                           | Одноосібно                                                                      |
| Відкритий чемпіонат США з тенісу 1985 — Відкритий чемпіонат Австралії з тенісу 1990 | принаймні 2 поспіль титули на 3-х мейджорах                    | Роджер Федерер                                                                  |
| 1981–1991                                                                           | 11 років поспіль досягнув принаймні 1-го фіналу                | Піт Сампрас                                                                     |
| Відкритий чемпіонат Франції з тенісу 1981 — Відкритий чемпіонат США з тенісу 1983   | Поразки в перших 4-х фіналах                                   | Енді Маррей                                                                     |
| Відкритий чемпіонат Франції з тенісу 1984                                           | Виграв фінал турніру Великого шлему поступаючись двома сетами. | Б'єрн Борг Андре Агассі Гастон Гаудіо Домінік Тім Новак Джокович Рафаель Надаль |

| Турніри Великого шлему                 | Проміжок часу | Рекорди на окремих турнірах Великого шлему | З ким ділить                 | Пос    |
| -------------------------------------- | ------------- | ------------------------------------------ | ---------------------------- | ------ |
| Відкритий чемпіонат Австралії з тенісу | 1989–1991     | 3 фінали поспіль                           | Матс Віландер Новак Джокович | [ 9 ]  |
| Відкритий чемпіонат США з тенісу       | 1982–1989     | 8 фіналів поспіль                          | Одноосібно                   | [ 10 ] |
| Відкритий чемпіонат США з тенісу       | 1985–1986     | 26 виграних поспіль сетів                  | Одноосібно                   | [ 10 ] |

| Проміжок часу                           | Інші вибрані рекорди                                       | З ким ділить                            |
| Рекорди на завершальному турнірі сезону | Рекорди на завершальному турнірі сезону                    | Рекорди на завершальному турнірі сезону |
| --------------------------------------- | ---------------------------------------------------------- | --------------------------------------- |
| 1980–1988                               | Загалом 12 фіналів WCT і ГП                                | Джон Макінрой                           |
| 1980–1988                               | Загалом 17 півфіналів WCT і ГП                             | Одноосібно                              |
| 1980–1989                               | Загалом 50 виграних матчів у фінальних турнірах WCT і ГП   | Одноосібно                              |
| 1980–1989                               | Загалом 18 потраплянь до фінальних турнірів WCT і ГП       | Джон Макінрой                           |
| 1982, 1985–1986                         | 3 здобуті титули фінальних турнірів ГП без програного сету | Одноосібно                              |
| 1980–1988                               | 9 фіналів поспіль                                          | Одноосібно                              |
| 1980–1991                               | 12 півфіналів поспіль                                      | Одноосібно                              |
| Інші рекорди                            |                                                            |                                         |
| 1981–1982                               | 18 фіналів поспіль                                         | Одноосібно                              |
| 1985–1986                               | 9 титулі поспіль на твердому покритті/килимі               | Джон Макінрой                           |
| 1981–1983                               | 20 фіналів поспіль на твердому покритті                    | Одноосібно                              |
| 1983–1986                               | 19 consecutive indoor finals                               | Одноосібно                              |
| 1981–1983                               | 66 поспіль виграних матчів у приміщенні                    | Одноосібно                              |
| 1982–1989                               | 5 років з відсотком виграних матчів понад 90% (417–36)     | Одноосібно                              |
| 1981–1989                               | 4 роки з принаймні 10-ма здобутими титулами                | Джиммі Коннорс                          |
| 1982                                    | 9 титулів на килимі за 1 сезон                             | Одноосібно                              |
| 1982                                    | 9 титулів у приміщенні за 1                                | Одноосібно                              |
| 1980–1989                               | виграв 11 різних турнірів серії Гран-прі                   | Одноосібно                              |
| 1988–1989                               | 7 виграних поспіль турнірів серії Гран-прі                 | Одноосібно                              |
| 1980–1989                               | 6 титулів Мастерс Канада                                   | Одноосібно                              |
| 1987–1989                               | 3 поспіль титули Canadian Open                             | Одноосібно                              |
| 1980–1992                               | 9 фіналів Canadian Open                                    | Одноосібно                              |
| 1979–1994                               | 57 виграних матчів на Canadian Open                        | Одноосібно                              |
| 1987–1991                               | 18 поспіль виграних матчів на Canadian Open                | Одноосібно                              |
| 1983–1993                               | 5 титулів Токіо Indoor                                     | Одноосібно                              |
| 1982–1990                               | 4 титули Форест-Гіллс                                      | Одноосібно                              |
| 1982–1990                               | 3 титули Toronto Indoor                                    | Одноосібно                              |
| 1981–1983                               | 7 поспіль виграних матчів проти 1-ї ракетки світу          | Одноосібно                              |

## Нотатки
1. ↑  Мав назву "Masters Grand Prix" (1970–1989) і "Чемпіонат світу туру ATP" (1990–1999).
2. ↑  Філадельфія, Маямі, Лас-Вегас, Форест-Гіллс, Монте-Карло, Гамбург, Рим, Канада, Цинциннаті, Стокгольм, Токіо.